# 阿扎德克什米尔立法议会
阿扎德克什米尔立法议会，全称阿扎德查谟和克什米尔立法议会（英語：Azad Jammu and Kashmir Legislative Assembly），是巴基斯坦阿扎德克什米尔的立法机关，成立于2021年8月3日，设于穆扎法拉巴德。议会实行一院制。议会有53名议员，由直接选举产生。每届议会任期5年。现任议长是Chaudhry Latif Akbar。